# Eduardo Rubio Kostner
Pour les articles homonymes, voir Kostner.
Ne doit pas être confondu avec Eduardo Rubio (homme politique).
Eduardo Javier Rubio Köstner (né le 7 novembre 1983 à Chuquicamata au Chili) est un footballeur international chilien évoluant au poste d'attaquant.
En tant qu'international chilien il compte 14 sélections et 3 buts entre 2004 et 2008.
Ses frères, Matías et Diego, sont également footballeurs professionnels, tout comme leur père, Hugo Rubio.

## Carrière
- 2002–2006 :  Universidad Catolica
- 2006–2007 :  Cruz Azul
- 2007–2008 :  Colo Colo
- 2008–2009 :  FC Bâle
- 2009–2010 :  Unión Española
- 2011– :  La Serena